# Allen Collins Band
Allen Collins Band, bivši američki glazbeni rock sastav.
Tijekom povratka s koncerta sastava Lynyrd Skynyrd, 20. listopada 1977. došlo je do rušenja zrakoplova u blizini Gillsburga, Mississippi u kojem su živote izgubili Ronnie Van Zant, Steve Gaines i Cassie Gaines. Ostatak članova sastava koji je preživio uz teške ozljede izjavio je da sastav prestaje s radom.
Ipak, nakon dvije godine su se okupili (osim Pyea) i nastavili s radom kao Rossington Collins Band. Nakon dva studijska albuma i smrti Collinsove supruge dolazi do razlaza između članova. Collins i Wilkeson osnivaju Allen Collins Band, dok Gary i Dale Rossington nešto kasnije osnivaju The Rossington Band. U svom kratkom postojanju, sastav je snimio jedan studijski album Here, There and Back.

## Diskografija
- Here, There, and Back (1983.)

## Članovi
Sastav su činili uglavnom svi članovi Rossington Collins Banda, izuzev bračnog para Rossington.
- Allen Collins - gitare
- Barry Lee Harwood - gitare
- Randall Hall - gitare
- Billy Powell - klavijature
- Leon Wilkeson - bas i vokali
- Derek Hess - bubnjevi
- Jimmy Dougherty - vokali